# Chen (cognome)
Chen è un cognome cinese.

## Origine e diffusione
Deriva dai caratteri cinesi, tutti trascritti come "Chén": 
- 晨 o 辰, che significano entrambi "mattina"[5];
- 陳T, 陈S, che significa "esporre", "narrare", "dichiarare", "chiamare" o "vecchio";
- 臣, che significa "ministro", "statista", "ufficiale";
- 諶T, 谌S, che significa "sincero", "fedele".

## Persone
- Chen Kaige, regista cinese

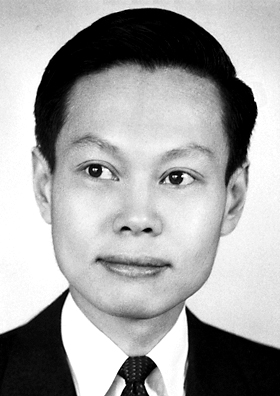
Chen Ning Yang

Chen Zhou

- Chen Ning Yang, fisico cinese naturalizzato statunitense
- Chen Shui-bian, politico taiwanese